# 鐵路發展策略2014
《鐵路發展策略2014》（英語：Railway Development Strategy 2014），為2014年香港政府就《鐵路發展策略2000》由運輸及房屋局於2014年9月17日提出的更新版本，為香港鐵路網絡直至到了2031年香港的未來規劃擴展制訂發展框架。報告以2011年3月至2014年1月期間進行的《鐵路發展策略2000》之檢討及修訂《我們未來的鐵路》顧問研究及公眾諮詢結果為基礎而研擬產出。

## 優先鐵路網絡項目

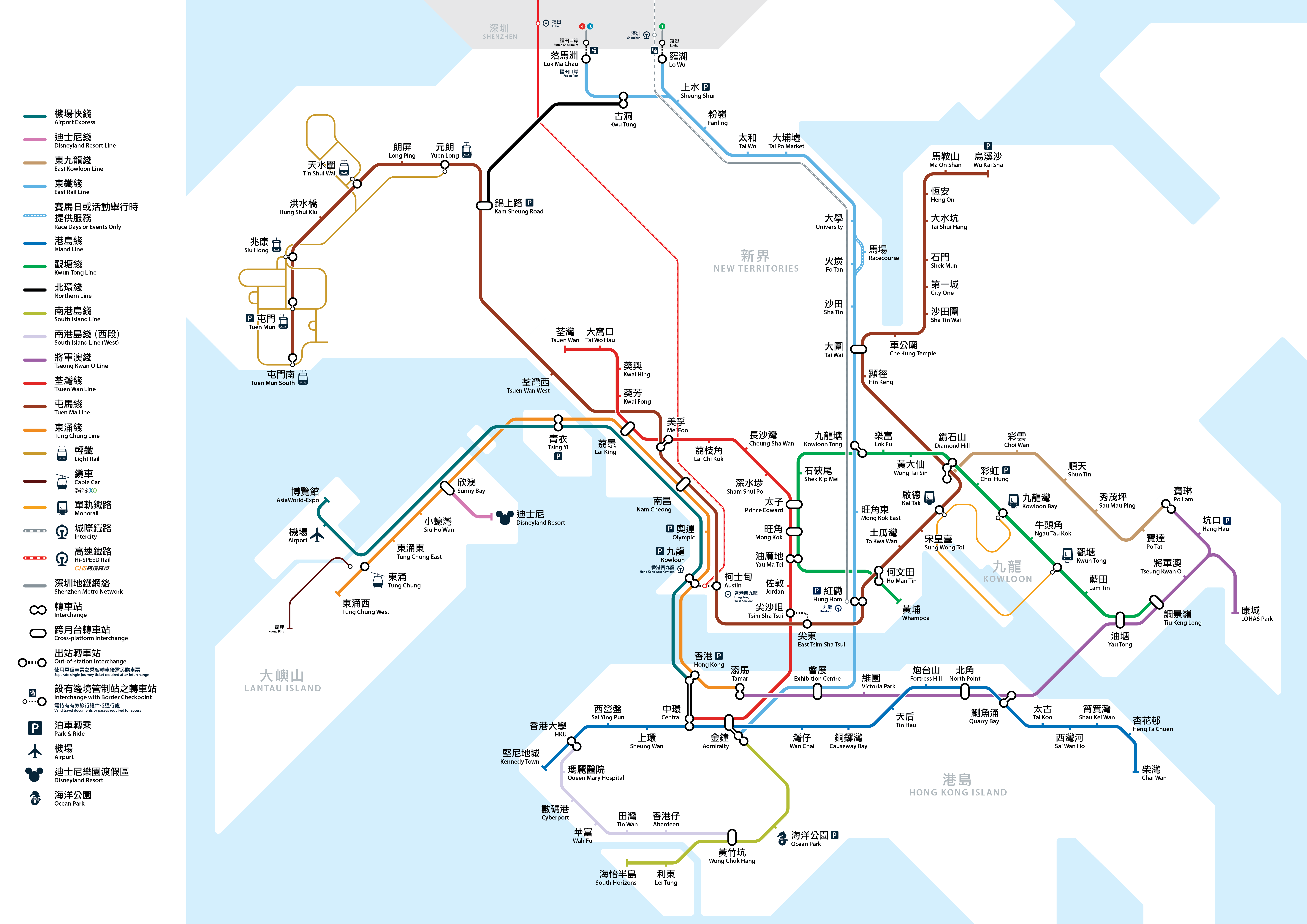
包括所有《鐵路發展策略2014》建議鐵路網絡項目之港鐵路綫圖

### 北環綫及古洞站
《鐵路發展策略2014》建議的北環綫方案，將連接屯馬綫現有的錦上路站及東鐵綫落馬洲支線增設的古洞站，以配合古洞北新市鎮的發展計劃，服務新界北部的新發展區。此外，北環綫通過連接東鐵綫及屯馬綫，在新界北部形成一個環狀網絡，將能改善新界北部的東西連接，有效疏導東鐵綫的客流量。。
而《鐵路發展策略2000》原建議連接錦上路站及落馬洲站的跨境支線則暫緩興建，但仍會預留土地，並視乎未來跨境運輸需求的增長，於日後增設此段支線直接連接兩站。另外，北環綫亦會預留土地，以供日後於凹頭、牛潭尾及新田增設中途站，並向東延伸至粉嶺北、坪輋、打鼓嶺，料2025年動工，2034年竣工，造價為585億港元。

### 洪水橋站
屯馬綫將於現有天水圍站至兆康站路段之間增設洪水橋站，以服務未來的洪水橋新發展區，為該區居民提供到達香港核心商業區的快捷途徑，並配合洪水橋新發展區的人口增長及商貿發展。預計將於2024年動工，2030年落成啟用。此外，屆時洪水橋站啟用後亦會成為屯馬綫的一部份。

### 東涌西延綫
東涌西延綫將東涌綫從現有的東涌站，向西延伸至逸東邨附近一帶增設東涌西站，以改善逸東邨的通達性，並配合東涌西新市鎮擴展區的發展。工程最終如期於2023年動工，預計將於2029年落成通車。
而《東涌新市鎮擴展研究》就東涌東填海區發展而建議增設的東涌東站，因建議的發展仍處於規劃階段，而且增設此站將涉及改動現有東涌綫路段，因此《鐵路發展策略2014》並沒有將東涌東站一同納入興建計劃當中，但報告指出視乎東涌新市鎮的發展方向及進一步的可行性研究，日後或可增設東涌東站。最終，東涌東站被落實與東涌西站同時興建。

### 屯門南延綫
屯門南延綫將屯馬綫從現有的屯門站，向南延伸至屯門碼頭附近一帶增設屯門南站，以改善現時屯門市中心南面社區（湖景邨、兆禧苑及悅湖山莊一帶）的鐵路服務及屯門碼頭的連接性。屯門南延綫將以高架鐵路的形式興建，並接駁輕鐵屯門碼頭站及兆禧站，方便乘客在輕鐵及主要鐵路網絡之間的轉乘。預計將於2023年動工，2030年落成通車。此外，屆時屯門南延綫通車後亦會成為屯馬綫的一部份。
在2020年5月29日，行政長官會同行政會議成員宣布邀請港鐵展開屯門南延綫的詳細計劃工作，於屯門碼頭附近興建屯門南站，並在屯門第16區興建中途站。

### 東九龍綫
《鐵路發展策略2014》建議新東九龍綫方案，為兩條連接現有觀塘綫以及屯馬綫鑽石山站及將軍澳綫寶琳站的鐵路線，走線途經觀塘北部，中途設彩雲站、順天站、秀茂坪站及寶達站，並將成為現有觀塘綫的平行路線。報告亦指出東九龍綫可充當將軍澳地區和九龍之間行程的替代路線，如將軍澳綫的列車服務受阻，受影響的乘客可取道這條替代路線以轉乘觀塘綫。初步預計將於2027年動工，2033年落成通車。
是項東九龍綫方案未曾在《鐵路發展策略2000》之檢討及修訂中提出，方案納入策略的原因源於觀塘北部地區大型發展項目評估得出的交通需求，以及該區市民在公眾諮詢活動中的訴求。方案亦將配合彩雲道及佐敦谷發展計劃、安達臣道發展計劃、安達臣道石礦場發展計劃以及「起動九龍東」計劃而帶動該等地區的發展。
然而，由於建議的東九龍綫依山而建，部分路段需要深入地底，東九龍綫將成為各鐵路項目當中最具技術困難的項目之一，造價成本亦最為昂貴。

### 南港島綫（西段）
《鐵路發展策略2014》建議的南港島綫（西段）方案，將會全段興建香港大學站至黃竹坑站整段鐵路線，而非先分段興建香港仔段（黃竹坑站至華富站）。中途設瑪麗醫院站、數碼港站、華富站、田灣站及香港仔站，並於香港大學站接駁港島綫，黃竹坑站接駁南港島綫（東段），以紓緩薄扶林地區道路網絡的壓力，並配合南區的未來發展。策略原預計項目將於2021年動工，2026年落成通車，惟最終因為華富邨拆卸重建而需配合地區重新規劃，延遲推行。

### 北港島綫
《鐵路發展策略2014》建議的北港島綫方案，將採用「交匯」方案，將東涌綫從現有的香港站，向東延伸至添馬站；同時，將軍澳綫亦將從現有的北角站，向西延伸至添馬站，中途設銅鑼灣北站、會展站。添馬站將成為東涌綫及將軍澳綫的轉乘站及終點站，而會展站亦會接駁興建中的沙中綫南北走廊（東鐵綫過海延綫）。北港島綫的落成可望分流荃灣綫的過海客運量，減輕港島綫的負荷，並應付港島北岸擴展中的核心商業區的運輸需求。策略原預計項目將於2021年動工，2026年落成通車，惟最終未有落實。
報告指出不採用「換綫」方案的原因為該方案會將現有港島綫分為兩半，將會嚴重干擾港島綫的運作，並且影響使用者的出行習慣。

## 擱置/取消的計劃

### 港深西部快速軌道
「我們未來的鐵路」第一階段諮詢曾提出港深西部快速軌道方案，包括連接香港國際機場及深圳宝安国际机场的主線（機場聯絡線）、連接深圳西部（前海）及新界西北（洪水橋）的跨界支線、以及連接新界西北（屯門南）及北大嶼山（小蠔灣）的本地支線。然而，由於建造海底鐵路隧道涉及複雜的技術限制，造價成本亦非常昂貴，而且有關路段的跨境運輸需求及客量未能保證，加上相關有新基建項目落成（如屯門至赤鱲角連接路），此方案的經濟效益成疑，於各種因素下決定擱置興建。

### 屯門至荃灣沿海鐵路
「我們未來的鐵路」第一階段諮詢亦曾提出屯門至荃灣沿海鐵路（屯荃鐵路）方案，由屯門南站或屯門中站沿海岸走廊連接屯馬綫荃灣西站，並設五個中途站服務屯門至荃灣沿海地區。然而，報告指出往來屯門和荃灣的乘客而言，使用屯荃鐵路比使用屯馬綫能節省的乘車時間有限，而且需要在荃灣轉乘其他鐵路線方可繼續旅程，至於在屯門以北（如兆康站）登車的乘客，由於使用屯荃鐵路涉及兩次轉乘，因此乘車時間會比使用屯馬綫更長。另外，報告亦指出有關沿海地區的人口增長預測並不會有太大變化，加上工程涉及的技術困難導致造價成本相當高，成本效益成疑，於各種因素下決定擱置興建。

### 小西灣綫
「我們未來的鐵路」第二階段諮詢曾提出小西灣綫三個方案，包括「延線」方案（港島綫柴灣站延長至小西灣站）、「支線」方案（港島綫杏花邨站設支線至小西灣站）和「接駁線」方案（興建一條中型鐵路系統接駁杏花邨站）。然而，「延線」方案受制於柴灣站掉頭路軌盡頭被周遭建築物圍繞，阻礙了鐵路線的延伸；「支線」方案將會減少柴灣站現有的班次，運作亦會受到影響；「接駁線」方案服務範圍有限，亦需要轉乘，與現有的路面接駁服務重疊，競爭力有限。由於三個方案各有弊處，因此政府決定擱置，並建議須再詳細研究其經濟和財務效益才可重新考慮此綫。

## 建造成本預算
| 方案             | 費用預算 （港幣億元，2013年價格） |
| ---------------- | --------------------------------- |
| 北環綫及古洞站   | 230                               |
| 洪水橋站         | 30                                |
| 東涌西延綫       | 60                                |
| 屯門南延綫       | 55                                |
| 東九龍綫         | 275                               |
| 南港島線（西段） | 250                               |
| 北港島線         | 200                               |
| 整個網絡         | 1,100                             |